# Шевченко, Михаил Степанович
Михаил Степанович Шевченко (9 (22) мая 1911 — 5 сентября 1992) — командир 11-го гвардейского кавалерийского полка, гвардии полковник. Герой Советского Союза.

## Биография
Родился 9 (22) мая 1911 года в селе Чёрная Каменка ныне Черкасской области. Украинец. Член ВКП(б)/КПСС с 1932 года. Окончил 5 классов. С 1926 года работал в колхозе.
В Красной Армии с 1930 года. Окончил полковую школу, ускоренные курсы командного состава в 1936 году и Курсы усовершенствования командного состава в 1941 году. Участник Великой Отечественной войны с июня 1941 года. Воевал на Западном, Брянском и 1-м Белорусском фронтах. Был командиром эскадрона, помощником начальника штаба по разведке, начальником штаба полка, командиром кавалерийского полка.
11-й гвардейский кавалерийский полк под командованием гвардии подполковника Шевченко в ходе Берлинской операции в период с 18 апреля по 1 мая 1945 года во взаимодействии с танковыми и стрелковыми частями освободил ряд населённых пунктов и уничтожил более пятисот вражеских солдат и офицеров, захватил много различной техники.
Полк с ходу форсировал канал Грос в районе населённого пункта Бредиков, преодолевая минные поля и проволочные заграждения, прорвал оборонительные рубежи противника и, развивая наступление, овладел городом Фризак.
Указом Президиума Верховного Совета СССР от 15 мая 1946 года за мужество, отвагу и героизм гвардии подполковнику Шевченко Михаилу Степановичу присвоено звание Героя Советского Союза с вручением ордена Ленина и медали «Золотая Звезда».
В 1946 году окончил Краснознамённые высшие офицерские кавалерийские курсы имени С. М. Будённого, в 1955 году прошёл ускоренный годичный курс обучения при Военной академии имени М. В. Фрунзе. Служил на разных должностях.
С 1959 года полковник М. С. Шевченко — в запасе.
Жил в городе Новоград-Волынский Житомирской области. Несколько лет работал в управлении сельского хозяйства, был председателем городского комитета ДОСААФ, членом партийной комиссии при городском комитете партии, возглавлял совет ветеранов Великой Отечественной войны.
Умер 5 сентября 1992 года.
Похоронен в Новоград-Волынском.

## Награды
Награждён орденом Ленина, тремя орденами Красного Знамени, орденом Суворова 3-й степени, двумя орденами Отечественной войны 1-й степени, двумя орденами Красной Звезды, медалями. Почётный гражданин города Новоград-Волынский